# Pol Moya
Pol Moya Betriu (sinh ngày 9 tháng 12 năm 1996) là một nam vận động viên chạy cự ly trung bình người Andorra. Anh đã đại diện cho quốc gia của mình tại Giải vô địch trong nhà thế giới 2016, nhưng không đủ điều kiện tham dự trận chung kết. Anh là người giữ kỷ lục quốc gia ở một số cự ly.
Moya đại diện cho Andorra tại Thế vận hội Mùa hè 2016, nhưng không lọt vào trận chung kết. Anh là người cầm cờ cho đoàn thể thao Andorra ở lễ bế mạc.
Moya được sinh ra tại Tây Ban Nha với cha mẹ cũng là người Tây Ban Nha. Anh hiện tại học tại trường Đại học Bách khoa Catalunya.

## Thành tích tại các giải đấu
| Năm                  | Giải đấu                                  | Địa điểm                | Thứ hạng             | Nội dung             | Chú thích            |
| Đại diện cho Andorra | Đại diện cho Andorra                      | Đại diện cho Andorra    | Đại diện cho Andorra | Đại diện cho Andorra | Đại diện cho Andorra |
| -------------------- | ----------------------------------------- | ----------------------- | -------------------- | -------------------- | -------------------- |
| 2014                 | Giải vô địch điền kinh U20 thế giới       | Eugene, Hoa Kỳ          | Thứ 47 (h)           | 800 mét              | 1:58.44              |
| 2015                 | Giải vô địch điền kinh U20 châu Âu        | Eskilstuna, Thụy Điển   | Thứ 26 (h)           | 800 mét              | 1:56.04              |
| 2016                 | Giải vô địch điền kinh trong nhà thế giới | Portland, Hoa Kỳ        | Thứ 14 (h)           | 800 mét              | 1:54.19              |
| 2016                 | Giải vô địch điền kinh châu Âu            | Amsterdam, Hà Lan       | Thứ 19 (h)           | 800 mét              | 1:50.03              |
| 2016                 | Thế vận hội Mùa hè                        | Rio de Janeiro, Brasil  | Thứ 37 (h)           | 800 mét              | 1:48.88              |
| 2017                 | Thế vận hội các quốc gia nhỏ châu Âu      | Belgrade, Serbia        | Thứ 19 (h)           | 800 mét              | 1:50.88              |
| 2017                 | Thế vận hội các quốc gia nhỏ châu Âu      | Serravalle, San Marino  | Thứ 3                | 800 mét              | 1:50.72              |
| 2017                 | Thế vận hội các quốc gia nhỏ châu Âu      | Serravalle, San Marino  | Thứ 2                | 1500 mét             | 4:01.06              |
| 2017                 | Giải vô địch điền kinh U23 châu Âu        | Bydgoszcz, Ba Lan       | Thứ 11 (h)           | 800 mét              | 1:49.48              |
| 2017                 | Giải vô địch điền kinh thế giới           | London, Vương quốc Anh  | Thứ 37 (h)           | 800 mét              | 1:49.06              |
| 2019                 | Giải vô địch điền kinh trong nhà châu Âu  | Glasgow, Vương quốc Anh | Thứ 33 (h)           | 800 mét              | 1:53.21              |
| 2019                 | Giải vô địch điền kinh thế giới           | Doha, Qatar             | Thứ 37 (h)           | 800 mét              | 1:48.52              |
| 2021                 | Giải vô địch điền kinh trong nhà châu Âu  | Toruń, Ba Lan           | Thứ 36 (h)           | 800 mét              | 1:51.97              |
| 2021                 | Thế vận hội Mùa hè                        | Tokyo, Nhật Bản         | Thứ 37 (h)           | 800 mét              | 1:47.44              |
| 2022                 | Giải vô địch điền kinh Ibero-American     | La Nucía, Tây Ban Nha   | Thứ 10 (h)           | 800 mét              | 1:49.51              |
| 2022                 | Giải vô địch điền kinh Ibero-American     | La Nucía, Tây Ban Nha   | Thứ 3                | 1500 mét             | 3:44.64              |
| 2022                 | Giải vô địch điền kinh Ibero-American     | La Nucía, Tây Ban Nha   | Thứ 6                | Tiếp sức 4 x 400 mét | 3:26.02              |
| 2022                 | Đại hội Thể thao Địa Trung Hải            | Oran, Algérie           | Thứ 15 (h)           | 800 mét              | 1:49.39              |
| 2022                 | Đại hội Thể thao Địa Trung Hải            | Oran, Algérie           | Thứ 5                | 1500 mét             | 3:43.58              |
| 2023                 | Giải vô địch điền kinh trong nhà châu Âu  | Istanbul, Thổ Nhĩ Kỳ    | Thứ 7 (h)            | 1500 mét             | 3:42.23              |
| 2023                 | Thế vận hội các quốc gia nhỏ châu Âu      | Marsa, Malta            | Thứ 2                | 800 mét              | 1:50.37              |
| 2023                 | Thế vận hội các quốc gia nhỏ châu Âu      | Marsa, Malta            | Thứ 1                | 1500 mét             | 3:41.10              |
| 2023                 | Đại hội Thể thao châu Âu                  | Chorzów, Ba Lan         | Thứ 24               | 800 mét              | 1:49.57              |

## Thành tích cá nhân tốt nhất
Ngoài trời
- 800 mét – 1:48.75 (Barcelona 2016)
- 1000 mét – 2:27.20 (Barcelona 2015)

Trong nhà
- 800 mét – 1:49.84 (Madrid 2016) NR
- 1500 mét – 3:42.23 (Istanbul 2023) NR